# لیل خاوری
لیل خاوری (نام علمی: Falco severus) گونه‌ای از شاهین‌ها است که معمولاً ۲۷ تا ۳۰ سانتی‌متر طول دارد. می‌توان آن را در بخش‌های شمالی شبه قاره هند، در سراسر شرق هیمالیا یافت و از جنوب هندوچین تا استرالیا را دربر می‌گیرد. به عنوان یک سرگردان از مالزی ثبت شده است.

## رژیم غذایی و زیستگاه
لیل خاوری عمدتاً از حشرات و پرندگان تغذیه می‌کند و در موارد نادری گرفتن خفاش نیز دیدیه شده است. زیستگاه معمولی آن مناطق جنگلی پست و جنگلی است. در لانه‌های رهاشده پرندگان دیگر یا روی درختان، روی تاقچه‌های ساختمان یا روی صخره‌ها آشیانه می‌سازد.

## شناسایی
بالغ درزیرتنه به رنگ بلوطی پررنگ، در روتنه به رنگ خاکستری آبی‌فام با یک کلاه سیاه و گلوی رنگ‌پریده است. نوجوان دارای رگه‌های سیاه روی سینه‌های حنایی و پشتی خالدار است.